# Pista de Hielo de Madrid
Die Pista de Hielo de Madrid ist eine Eissporthalle in der spanischen Hauptstadt Madrid. Sie dient neben sportlichen Veranstaltungen wie Eiskunstlauf, Curling und Eishockey auch dem Publikums- und Schuleislauf.

## Geschichte
Die Pista de Hielo de Madrid wurde zusammen mit dem Einkaufszentrum in dem es sich befindet, dem Palacio de Hielo (spanisch für Eispalast) mit einer Verkaufsfläche von 32.606 m², von 1994 bis 2003 erbaut. Im Jahr der Eröffnung war die Halle Veranstaltungsort der spanischen Meisterschaften im Eiskunstlauf und zwei Jahre später fand die nationale Titelentscheidung im Curling hier statt. Im Zuge der COVID-19-Pandemie wurde die Pista de Hielo vom 23. März bis zum 22. April 2020 vorübergehend als Leichenhalle verwendet, da die Stadt Madrid an ihre Kapazitätsgrenzen gestoßen war. Im Juni 2022 war die Sportstätte Austragungsort der spanischen MMA-Meisterschaft. Am 15. Oktober 2022 fand mit dem Spiel zwischen Majadahonda HC und CH Txuri Urdin erstmals eine Begegnung der Spanischen Eishockeymeisterschaft in der Eishalle statt. Im selben Jahr war die Sportstätte auch Austragungsort der spanischen Meisterschaften im Eiskunstlauf. Im April 2023 fanden sowohl das Final-Four des Spanischen Pokals als auch die Eishockey-Weltmeisterschaft der Division 2A in der Halle statt.

## Aufbau
Die Pista de Hielo verfügt über eine den Normen der IIHF und ISU entsprechende Eisfläche von 60 m Länge und 30 m Breite für die Ausübung von Eishockey und Eiskunstlauf. Eine Tribüne mit drei Rängen bietet 1602 Zuschauern Platz. Die Überdachung der Arena kann bei Bedarf geöffnet oder geschlossen werden.

## Geographische Lage
Die Pista de Hielo de Madrid befinden sich im Einkaufszentrum Palacio de Hielo, im Stadtteil Canillas des Bezirks Hortaleza, im Nordosten der spanischen Hauptstadt Madrid, unweit des Messegeländes Feria de Madrid. Die Halle kann mit der Linie 4 der Metro Madrid (Station Canillas) sowie den Buslinien 73, 112, 120, 122, 153 und N3 erreicht werden. Mit dem Auto gelangt man unter anderem über die Madrider Ringautobahn M-40 (Ausfahrt 6, Calle Silvano, Feria de Madrid, Palacio de Hielo) zur Pista de Hielo de Madrid.